# John Shaw (żeglarz)
 John Cameron Shaw (ur. 23 maja 1937, zm. w 1995) – australijski żeglarz sportowy. Złoty medalista olimpijski z Monachium.
Zawody w 1972 były jego jedynymi igrzyskami olimpijskimi. Zwyciężył w klasie Dragon. Sternikiem był John Cuneo, trzecim członkiem załogi Tom Anderson.